# Feigères (Haute-Savoie)
Pour les articles homonymes, voir Feigères.
Feigères est une commune française située dans le département de la Haute-Savoie, en région Auvergne-Rhône-Alpes.
À noter qu'il existe également un hameau du même nom dans le pays de Gex rattaché à la commune de Péron, (département de l'Ain).

## Urbanisme

### Typologie
Au 1er janvier 2024, Feigères est catégorisée commune rurale à habitat dispersé, selon la nouvelle grille communale de densité à sept niveaux définie par l'Insee en 2022.
Elle est située hors unité urbaine. Par ailleurs la commune fait partie de l'aire d'attraction de Genève - Annemasse (partie française), dont elle est une commune de la couronne,. Cette aire, qui regroupe 158 communes, est catégorisée dans les aires de 700 000 habitants ou plus (hors Paris),.

### Occupation des sols
L'occupation des sols de la commune, telle qu'elle ressort de la base de données européenne d’occupation biophysique des sols Corine Land Cover (CLC), est marquée par l'importance des territoires agricoles (73,9 % en 2018), en diminution par rapport à 1990 (78,7 %). La répartition détaillée en 2018 est la suivante :
terres arables (57,9 %), zones urbanisées (14,3 %), zones agricoles hétérogènes (11,3 %), forêts (9,3 %), prairies (4,7 %), zones industrielles ou commerciales et réseaux de communication (2,5 %).
L'IGN met par ailleurs à disposition un outil en ligne permettant de comparer l’évolution dans le temps de l’occupation des sols de la commune (ou de territoires à des échelles différentes). Plusieurs époques sont accessibles sous forme de cartes ou photos aériennes : la carte de Cassini (XVIIIe siècle), la carte d'état-major (1820-1866) et la période actuelle (1950 à aujourd'hui).

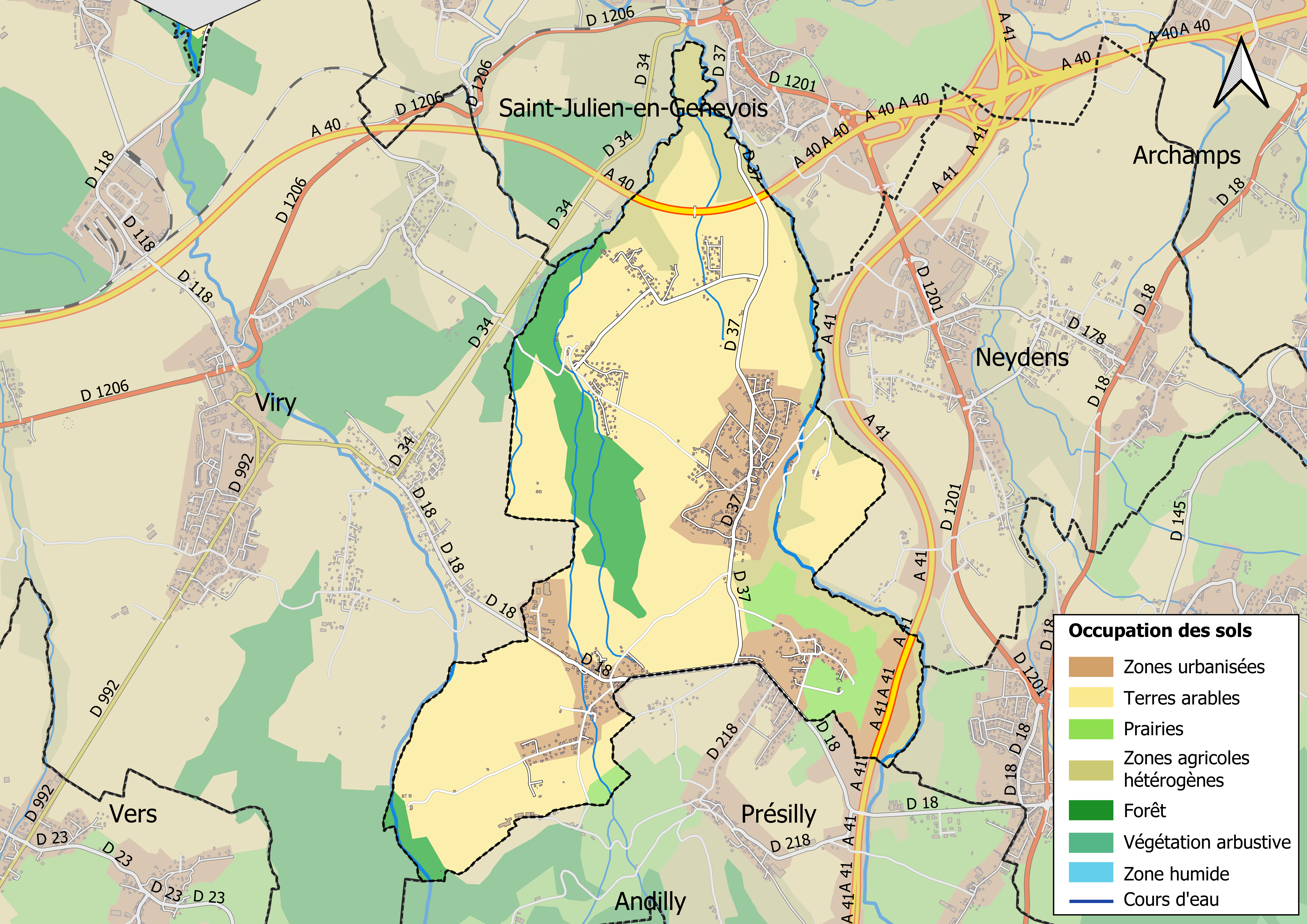
Carte des infrastructures et de l'occupation des sols en 2018 (CLC) de la commune.
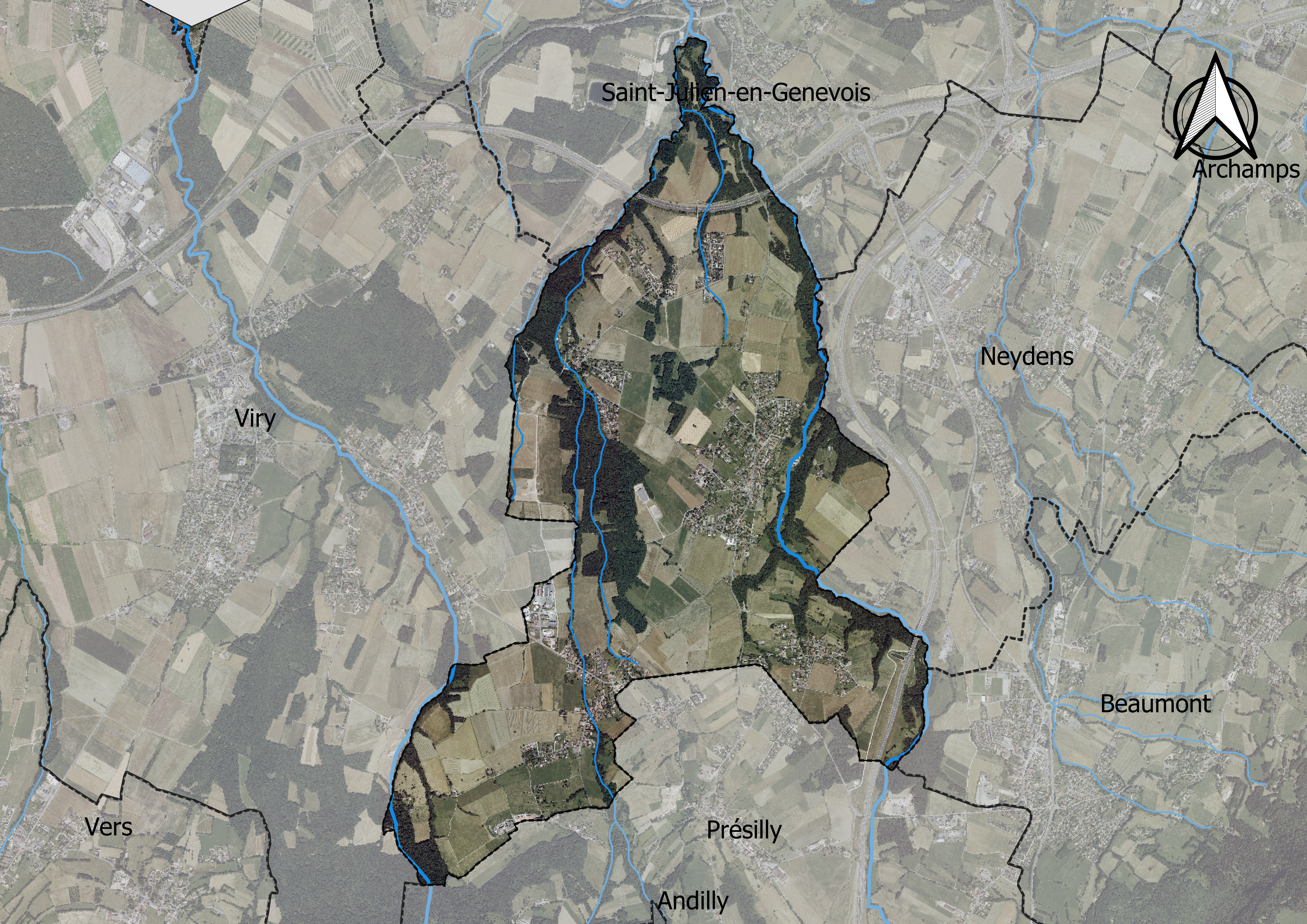
Carte orthophotogrammétrique de la commune.

## Toponymie
En francoprovençal, le nom de la commune s'écrit Fèzhire (graphie de Conflans) ou Fiogières (ORB).

## Histoire
Le 25 mars 1924, le hameau de Cervonnex est détaché de Feigères pour être rattaché à Saint-Julien-en-Genevois.

## Héraldique
| Armes de Feigères | Les armes de Feigères se blasonnent ainsi : Écartelé ; au premier et au quatrième d'or à trois pals d'azur, au second de gueules à la bande dentelée d'argent, au troisième de gueules à un sceau des chartreux d'or ; le tout abaissé sous un chef retrait de gueules à la croix d'argent. |

## Politique et administration

### Liste des maires

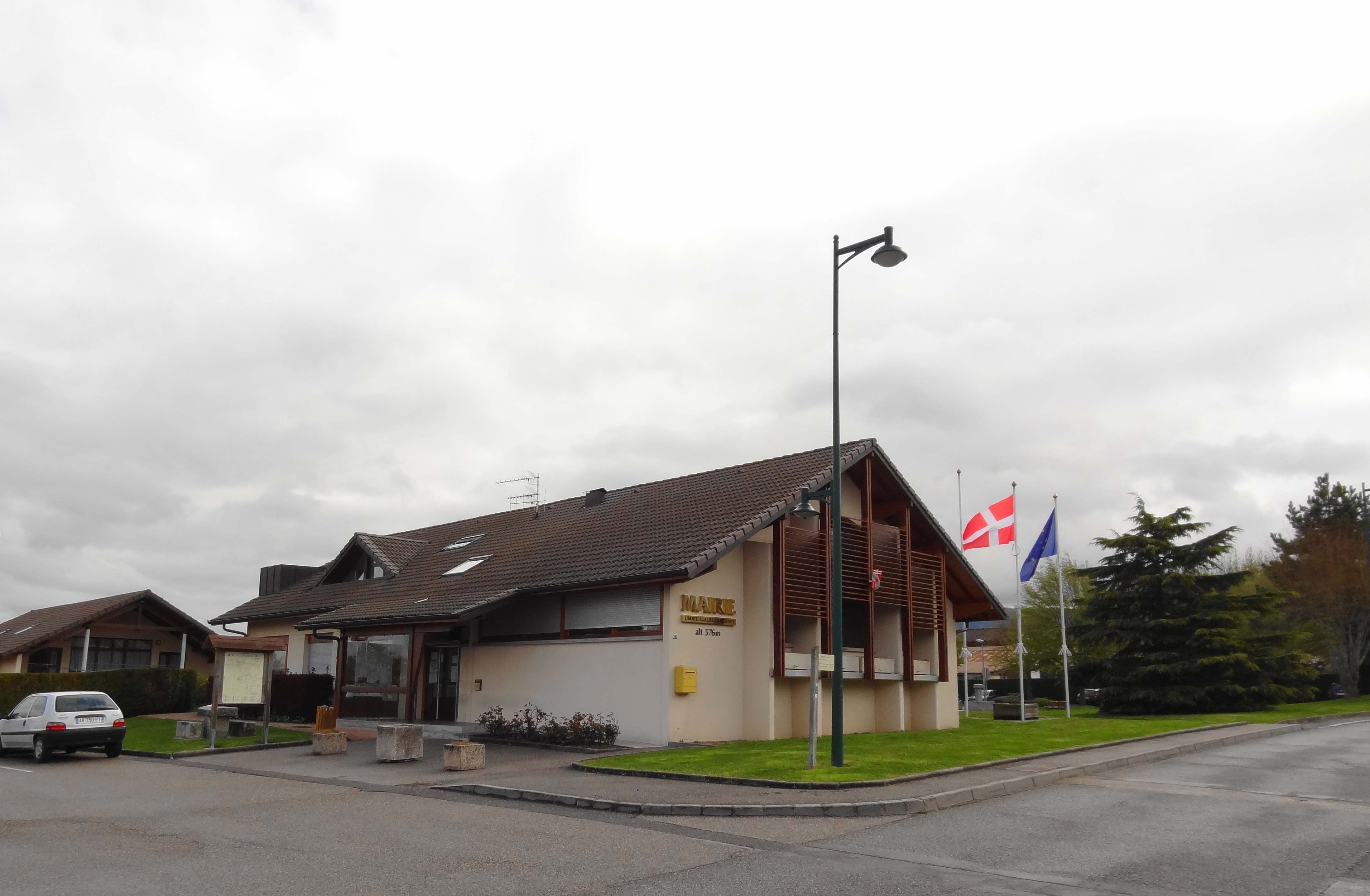
La mairie de Feigères.

| Période                                  | Période   | Identité        | Étiquette | Qualité |
| ---------------------------------------- | --------- | --------------- | --------- | ------- |
|                                          | 1977      | Édouard Vuagnat | ...       | ...     |
| mars 2001                                | mars 2008 | Jean Berthet    | ...       | ...     |
| mars 2008                                | mars 2014 | Pierre Curtenaz | ...       | ...     |
| mars 2014                                | mars 2020 | Guy Roguet      | ...       | ...     |
| mars 2020                                | En cours  | Myriam Grats    | ...       | ...     |
| Les données manquantes sont à compléter. |           |                 |           |         |

### Politique de développement durable
La commune a engagé une politique de développement durable en lançant une démarche d'Agenda 21.

## Morphologie urbaine
Il existe également un hameau d'une centaine d'habitants de la commune de Péron dans l'Ain qui porte la même orthographe. Il se situe géographiquement dans le pays de Gex au pied du Jura, en face de la commune de Feigères (Haute Savoie) à environ 20 km à vol d'oiseau.

## Démographie
L'évolution du nombre d'habitants est connue à travers les recensements de la population effectués dans la commune depuis 1793. Pour les communes de moins de 10 000 habitants, une enquête de recensement portant sur toute la population est réalisée tous les cinq ans, les populations de référence des années intermédiaires étant quant à elles estimées par interpolation ou extrapolation. Pour la commune, le premier recensement exhaustif entrant dans le cadre du nouveau dispositif a été réalisé en 2006.

En 2022, la commune comptait 1 842 habitants, en évolution de +17,62 % par rapport à 2016 (Haute-Savoie : +6,01 %, France hors Mayotte : +2,11 %).
| 1793 | 1800 | 1806 | 1822 | 1838 | 1848  | 1858 | 1861 | 1866 |
| ---- | ---- | ---- | ---- | ---- | ----- | ---- | ---- | ---- |
| 506  | 564  | 575  | 659  | 898  | 1 000 | 860  | 927  | 876  |

| 1872 | 1876 | 1881 | 1886 | 1891 | 1896 | 1901 | 1906 | 1911 |
| ---- | ---- | ---- | ---- | ---- | ---- | ---- | ---- | ---- |
| 845  | 816  | 751  | 783  | 725  | 675  | 628  | 602  | 555  |

| 1921 | 1926 | 1931 | 1936 | 1946 | 1954 | 1962 | 1968 | 1975 |
| ---- | ---- | ---- | ---- | ---- | ---- | ---- | ---- | ---- |
| 524  | 420  | 401  | 420  | 410  | 415  | 398  | 471  | 638  |

| 1982 | 1990 | 1999  | 2006  | 2011  | 2016  | 2021  | 2022  | - |
| ---- | ---- | ----- | ----- | ----- | ----- | ----- | ----- | - |
| 855  | 962  | 1 232 | 1 358 | 1 527 | 1 566 | 1 816 | 1 842 | - |

## Culture et patrimoine

### Lieux et monuments

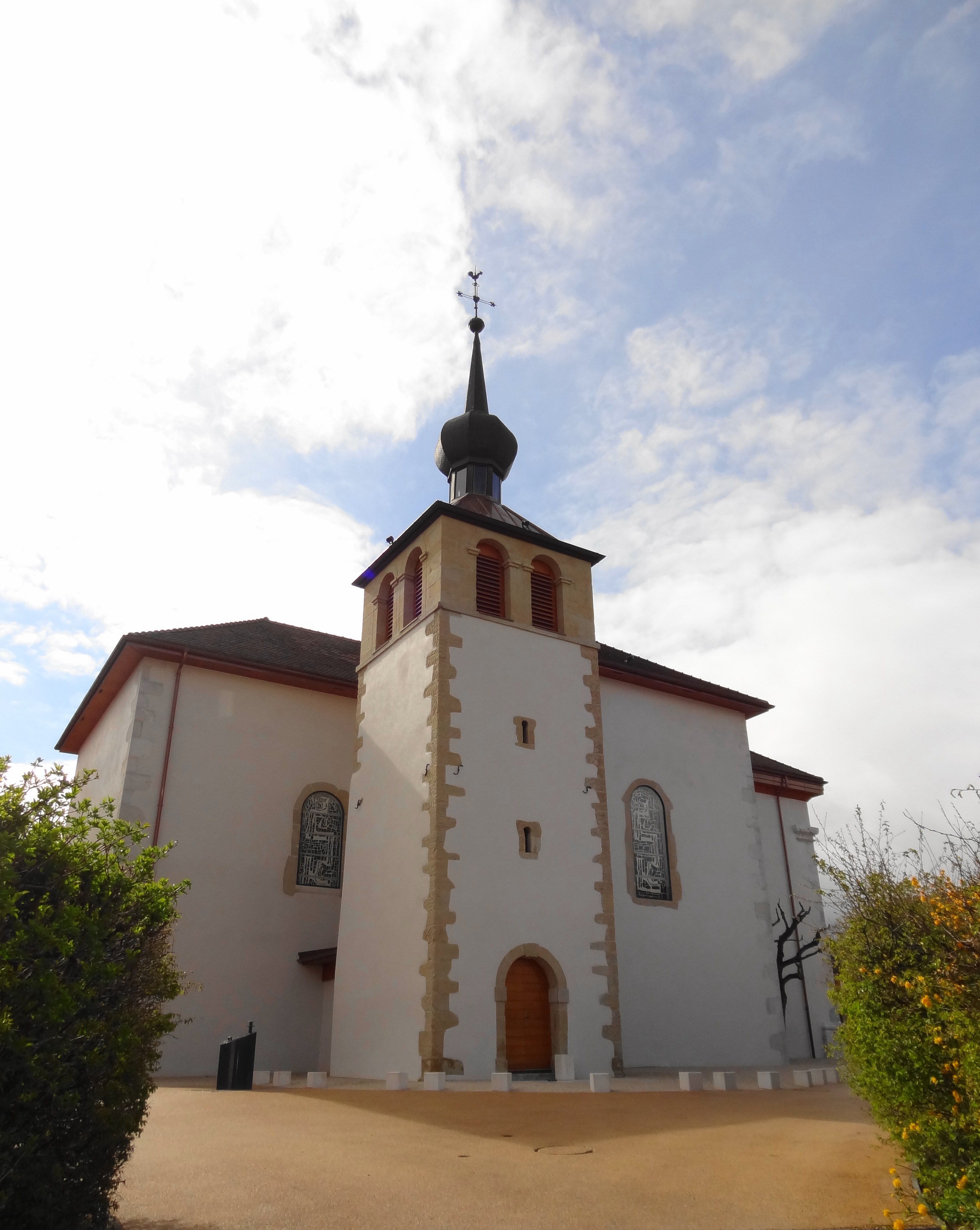
L'église de Feigères.

- Le château du Châtelard de Feigères[13]
- Église Saint-Lazare (1847). Édifiée dans un style néo-roman en 1847. Plan en croix grecque associé à l'ancien clocher à bulbe.

### Personnalités liées à la commune
- Jules-Alexandre Cusin (1869-1937), évêque de Mende de 1929 à 1937.